# Pokhozjdenija zubnogo vratja
Pokhozjdenija zubnogo vratja (russisk: Похождения зубного врача) er en sovjetisk spillefilm fra 1965 af Elem Klimov.

## Medvirkende
- Andrej Mjagkov som Sergej Petrovitj Tjesnokov
- Vera Vasiljeva som Ljudmila Ivanovna Lastotjkina
- Alisa Freindlich som Masja
- Pantelejmon Krymov
- Olga Gobzeva som Tanya